# Großer Gerlachsbach
Der Große Gerlachsbach ist ein etwa acht Kilometer langer Nebenfluss der Oker bei Altenau im Oberharz. Sein Einzugsgebiet beträgt 7,1 km².

## Verlauf
Der Große Gerlachsbach entspringt in den Mooren am Bruchberg auf 808,8 Metern Höhe. Er verläuft stets Richtung Norden und fällt kurz unterhalb der Passage der Eisenquelle nach zwei Kilometern über die Betonrinne des nie fertig gestellten Gerlachsbacher Teich in den Dammgraben (585 Höhenmeter) ab, den er über einen Fehlschlag wieder verlässt. Etwa 500 Meter weiter nimmt der Große Gerlachsbach den Kleinen Gerlachsbach von rechts auf. Drei Kilometer weiter kreuzt der naturbelassene Bach auf 505 Metern Höhe die B 498 und fließt kurze Zeit später an der Schwefelquelle und der gleichnamigen Straße in Altenau für 500 Meter entlang, ehe er sich auf 450 Metern Höhe an einer Straßengabelung mit dem Rotenbeek vereinigt und anschließend weiter in die Oker fließt.

## Besonderheiten
Knapp oberhalb der Kreuzung mit dem Dammgraben kann das geübte Auge Spuren eines Staudammprojektes für einen weiteren Oberharzer Teich erkennen. Der Gerlachsbacher Teich wurde im Jahr 1809 in Angriff genommen; ein Gründungsgraben für den Anschluss der Dichtung erstellt und die untersten Meter Dammschüttung sehr breit aufgeschüttet. Vermutlich waren es die Wirren der napoleonischen Zeit, die die Vollendung dieses Dammes verhinderten. An dieser Stelle tritt auch die „Eisenquelle“ aus dem luftseitigen Dammfuß aus; es handelt sich hier einfach um relativ eisenhaltiges Wasser, dessen Eisenanteil beim Austritt zum Teil ausfällt und oxidiert. Der Vorgang wird in der Fachwelt Verockerung genannt. Auch oberhalb der Eisenquelle kann man im Gelände mehrere ockerfarbene Quellen entdecken, was auf recht eisenhaltigen Untergrund schließen lässt.

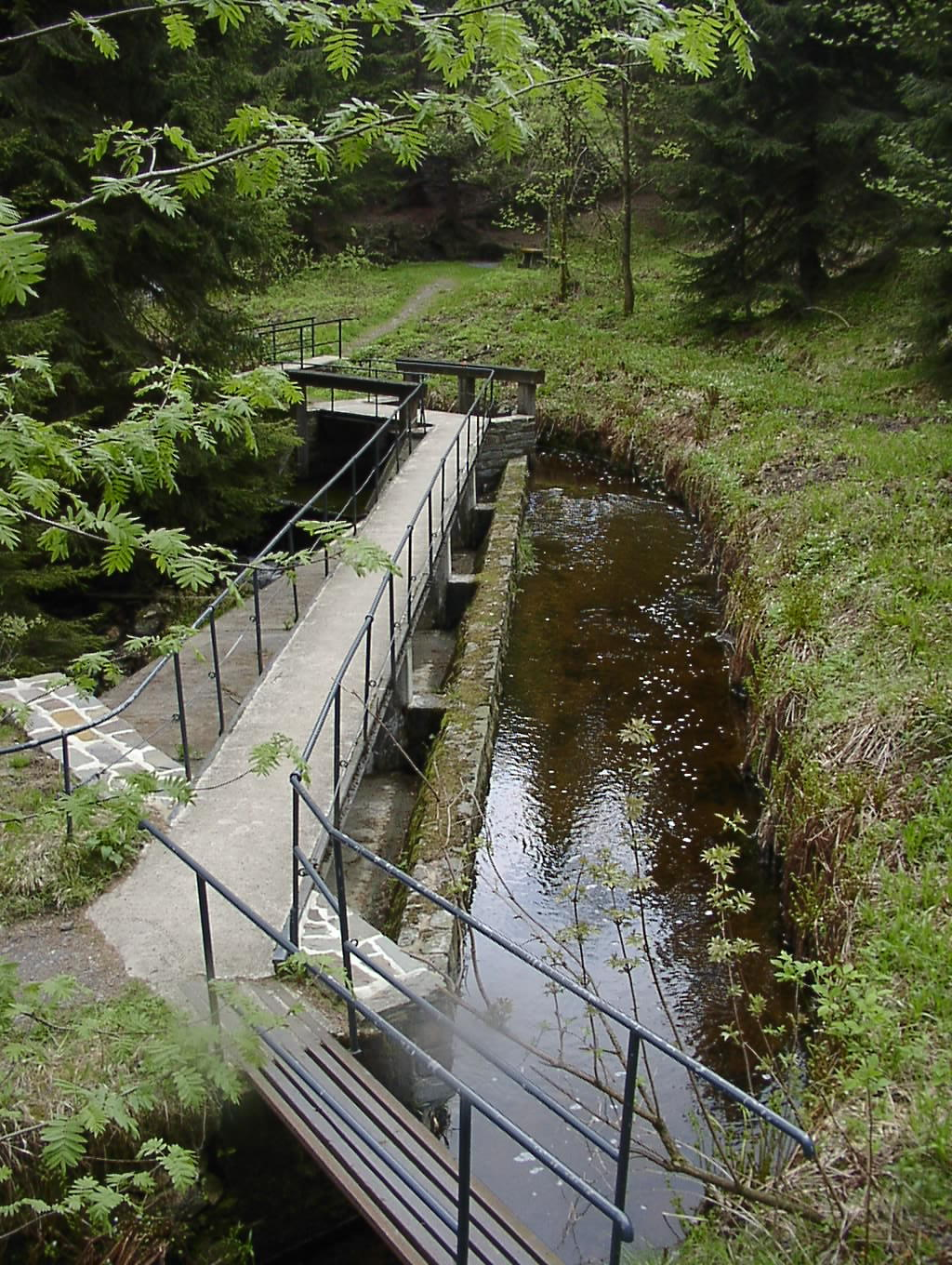
Fehlschlag „Großer Gerlachsbach“ am Dammgraben
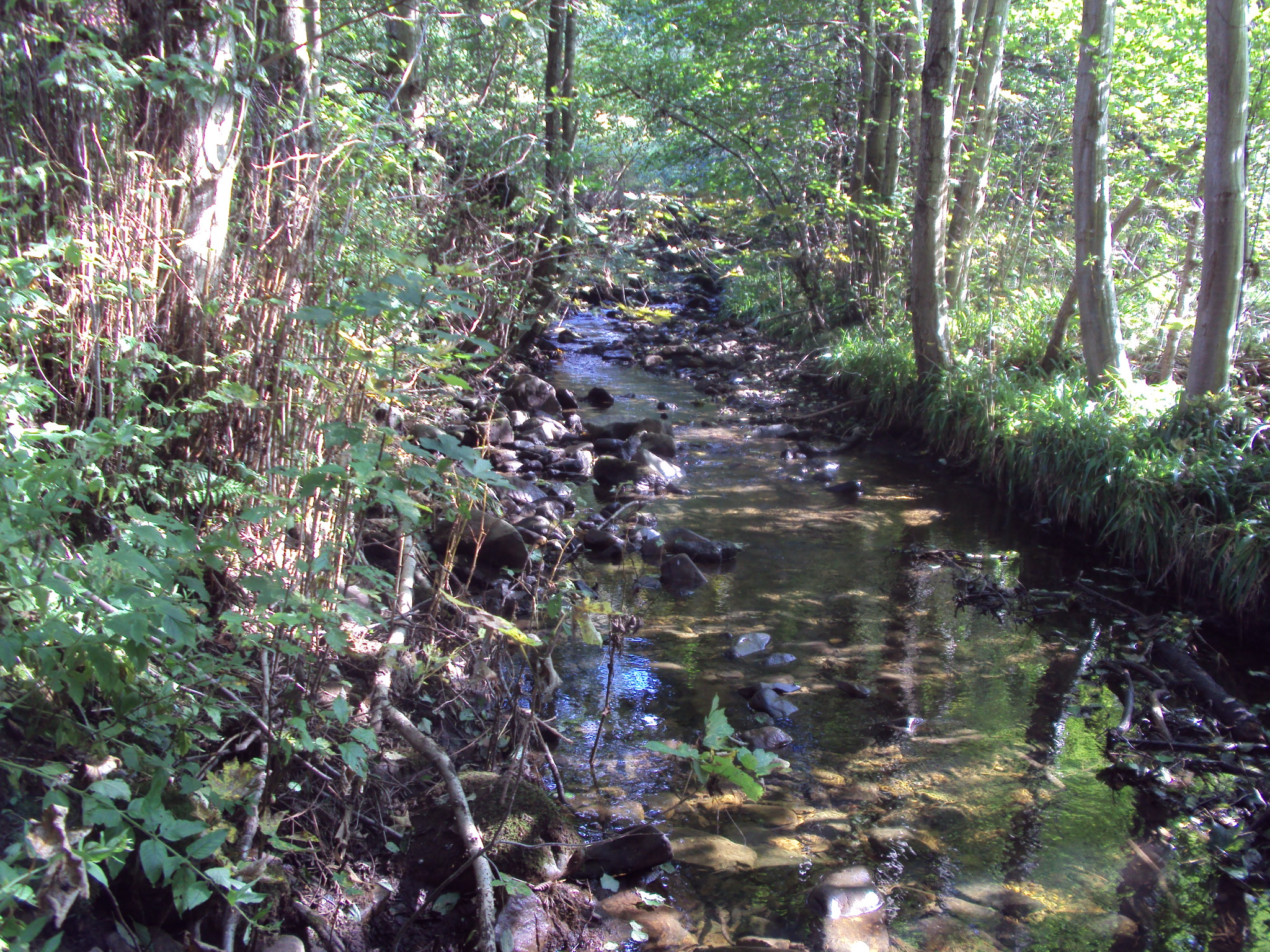
Großer Gerlachsbach kurz oberhalb vom Zufluss des Rotenbeeks bei Niedrigwasser
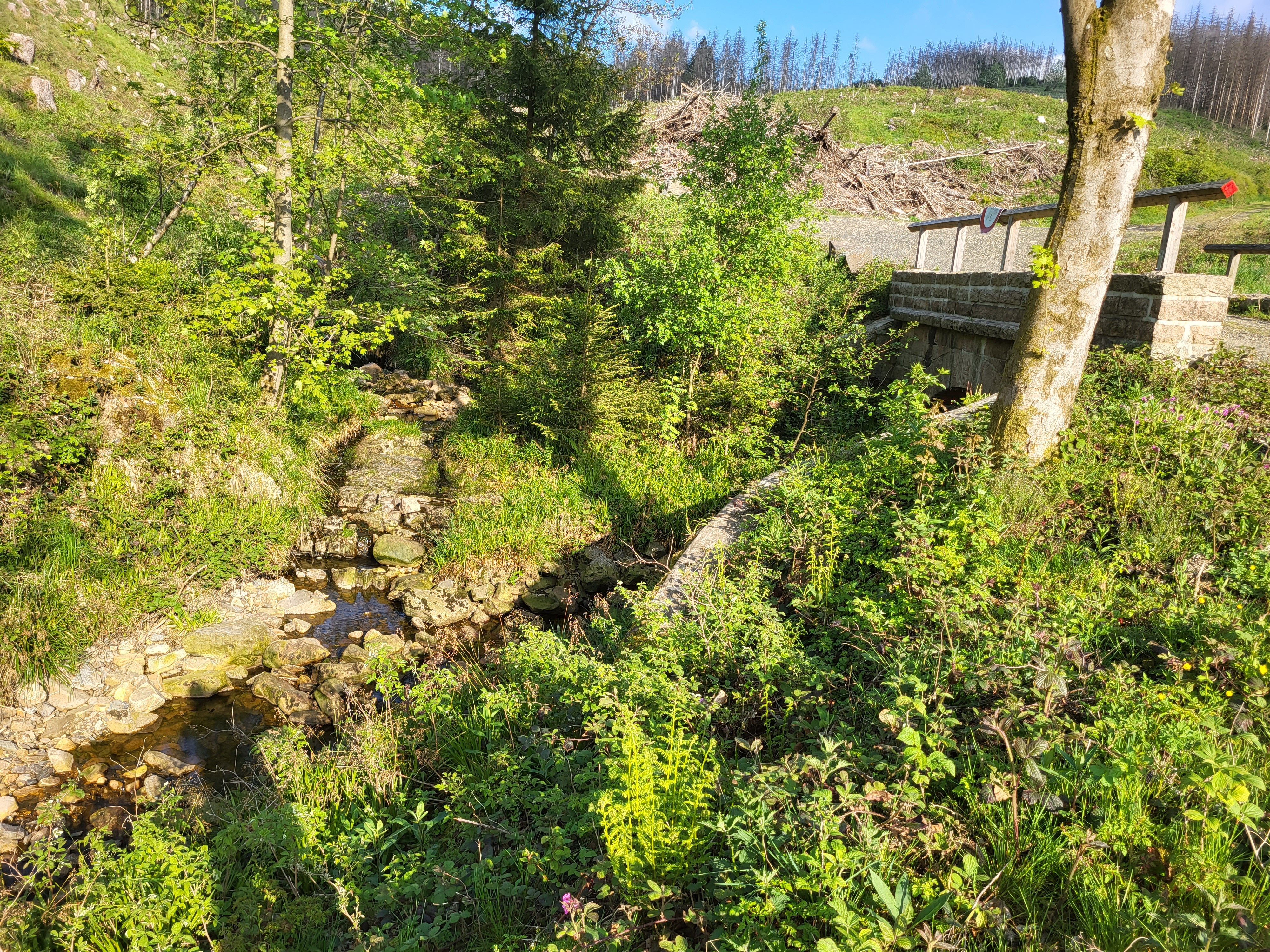
Zusammenfluss von Kl.und Gr. Gerlachsbach

## Flora und Fauna
Die reich strukturierte Sohle des Gerlachsbaches ist mit Geröll und Schotter bedeckt. Die Ufer sind naturbelassen und führen größtenteils durch Mischwälder. Die in dem Gewässer befindliche Lebensgemeinschaft ist recht artenarm, es leben Köcher- und Steinfliegen im Gerlachsbach, darunter Exemplare der gefährdeten Diura bicaudata.
Der Gerlachsbach ist bedingt durch die Hochmoore in seinem Einzugsgebiet ein recht saures Gewässer (pH-Wert lag 2002 bei 6,5), so dass er trotz nur sehr geringer anthropogener Einflüsse der Gewässergüteklasse 2 zugerechnet wird.